# Socket AM2
Socket AM2 (також відомий під старим ім'ям Socket M2) — роз'єм мікропроцесорів, розроблений компанією AMD для власних мікропроцесорів призначених для персональних комп'ютерів. Був анонсований 23 травня 2006 року, як заміна для Socket 939 та Socket 754.

## Технології
Процесори для роз'єму AM2 не є сумісними з материнськими платами, які використовують роз'ємнім Socket 939, і хоча вони також мають 940 контакти, не є сумісними з роз'ємом Socket 940 [Архівовано 4 лютого 2009 у Wayback Machine.]. Socket AM2 підтримує пам'ять DDR2, але не має підтримки DDR, яку мали процесори для роз'єму Socket 939. Дослідження проведені компанією AnandTech показують, що процесори для Socket AM2 мають до 7% вищу швидкодію за еквіваленті процесори для роз'єму Socket 939,  [Архівовано 22 січня 2009 у Wayback Machine.] [Архівовано 22 січня 2009 у Wayback Machine.], причиною цьому є те, що оперативна пам'ять DDR2 має приблизно на 30% більшу пропускну здатність.
Першими процесорами для роз'єму AM2 були одноядерні процесори на базі ядра Orleans (Athlon 64) та Manila (Sempron), а також двоядерні процесори на базі ядра Windsor (Athlon 64 X2 та Athlon 64 FX). Більшість процесорів для Socket AM2 включають набір інструкцій SSE3, і були розроблені з використанням 90 нанометрового технологічного процесу, пізніші моделі — 65 нанометрового (щоб конкурувати з 65 нанометровими процесорами компанії Intel).
Роз'єм Socket AM2 підтримує процесори AMD Phenom, однак, для багатьох материнських плат не випускаються новіші версію BIOS, які мають підтримку даної лінійки процесорів.
Socket AM2 є частиною поточного покоління роз'ємів для мікропроцесорів компанії AMD, до якої також входять Socket F призначений для серверних, та Socket S1 мобільних комп'ютерів.
Компанія AMD також випускає одноядерні процесори Opteron для роз'єму AM2. [Архівовано 29 грудня 2008 у Wayback Machine.]
Не зважаючи на попередню практику випуску компанією AMD документації для попередніх роз'ємів, документ «AM2 Processor Functional Data Sheet» (документ AMD номер 31117) так і не було опубліковано.

## Подальший розвиток
Пізніше було анонсовано два роз'єми (Socket AM2+ та Socket AM3), які є сумісними з AM2, однак, мають ряд додаткових можливостей.
Socket AM2+
Socket AM2+ є перехідним наступником роз'єму AM2, який має покращення у плані енергозбереження та підтримку HyperTransport 3.0. Процесори для Socket AM2+ можуть під'єднуватись до роз'єму AM2, однак, використовувати при цьому лише HyperTransport 2.0.
Socket AM3
Socket AM3 є спадкоємцем, і повною заміною для Socket AM2. Процесори для AM3 мають контролер пам'яті, який підтримує DDR2 та DDR3 SDRAM, і є сумісними з роз'ємами AM2 та AM2+. Зважаючи на те, що процесори AM2 не мають нового контролера пам'яті, їх не можна використовувати на роз'ємі Socket AM3.

## Ресурси тенет
- AMD FAQ Athlon64 socket AM2 [Архівовано 20 лютого 2009 у Wayback Machine.]
- Socket AM2 Design Specification [Архівовано 13 грудня 2016 у Wayback Machine.]
- AM2 launch article [Архівовано 22 січня 2009 у Wayback Machine.] (AnandTech)
- AMD Reinvents itself (Tom's Hardware Guide)